# This Is the Life (album van Amy Macdonald)
This Is the Life is het eerste album van de Schotse zangeres Amy Macdonald.
De cd is uitgekomen op 4 september 2007.

## Tracklist
1. Mr. Rock & Roll
2. This Is the Life
3. Poison Prince
4. Youth Of Today
5. Run
6. Let's Start A Band
7. Barrowland Ballroom
8. L.A.
9. A Wish For Something More
10. Footballer's Wife
11. The Road To Home

## Hitnotering
| "This Is the Life" in de Album Top 100 - binnen: 26-01-2008 | "This Is the Life" in de Album Top 100 - binnen: 26-01-2008 | "This Is the Life" in de Album Top 100 - binnen: 26-01-2008 | "This Is the Life" in de Album Top 100 - binnen: 26-01-2008 | "This Is the Life" in de Album Top 100 - binnen: 26-01-2008 | "This Is the Life" in de Album Top 100 - binnen: 26-01-2008 | "This Is the Life" in de Album Top 100 - binnen: 26-01-2008 | "This Is the Life" in de Album Top 100 - binnen: 26-01-2008 | "This Is the Life" in de Album Top 100 - binnen: 26-01-2008 | "This Is the Life" in de Album Top 100 - binnen: 26-01-2008 | "This Is the Life" in de Album Top 100 - binnen: 26-01-2008 | "This Is the Life" in de Album Top 100 - binnen: 26-01-2008 | "This Is the Life" in de Album Top 100 - binnen: 26-01-2008 | "This Is the Life" in de Album Top 100 - binnen: 26-01-2008 | "This Is the Life" in de Album Top 100 - binnen: 26-01-2008 | "This Is the Life" in de Album Top 100 - binnen: 26-01-2008 | "This Is the Life" in de Album Top 100 - binnen: 26-01-2008 | "This Is the Life" in de Album Top 100 - binnen: 26-01-2008 | "This Is the Life" in de Album Top 100 - binnen: 26-01-2008 | "This Is the Life" in de Album Top 100 - binnen: 26-01-2008 | "This Is the Life" in de Album Top 100 - binnen: 26-01-2008 | "This Is the Life" in de Album Top 100 - binnen: 26-01-2008 | "This Is the Life" in de Album Top 100 - binnen: 26-01-2008 | "This Is the Life" in de Album Top 100 - binnen: 26-01-2008 | "This Is the Life" in de Album Top 100 - binnen: 26-01-2008 | "This Is the Life" in de Album Top 100 - binnen: 26-01-2008 | "This Is the Life" in de Album Top 100 - binnen: 26-01-2008 | "This Is the Life" in de Album Top 100 - binnen: 26-01-2008 | "This Is the Life" in de Album Top 100 - binnen: 26-01-2008 | "This Is the Life" in de Album Top 100 - binnen: 26-01-2008 |
| Week                                                        | 01                                                          | 02                                                          | 03                                                          | 04                                                          | 05                                                          | 06                                                          | 07                                                          | 08                                                          | 09                                                          | 10                                                          | 11                                                          | 12                                                          | 13                                                          | 14                                                          | 15                                                          | 16                                                          | 17                                                          | 18                                                          | 19                                                          | 20                                                          | 21                                                          | 22                                                          | 23                                                          | 24                                                          | 25                                                          | 26                                                          | 27                                                          | 28                                                          | 29                                                          |
| ----------------------------------------------------------- | ----------------------------------------------------------- | ----------------------------------------------------------- | ----------------------------------------------------------- | ----------------------------------------------------------- | ----------------------------------------------------------- | ----------------------------------------------------------- | ----------------------------------------------------------- | ----------------------------------------------------------- | ----------------------------------------------------------- | ----------------------------------------------------------- | ----------------------------------------------------------- | ----------------------------------------------------------- | ----------------------------------------------------------- | ----------------------------------------------------------- | ----------------------------------------------------------- | ----------------------------------------------------------- | ----------------------------------------------------------- | ----------------------------------------------------------- | ----------------------------------------------------------- | ----------------------------------------------------------- | ----------------------------------------------------------- | ----------------------------------------------------------- | ----------------------------------------------------------- | ----------------------------------------------------------- | ----------------------------------------------------------- | ----------------------------------------------------------- | ----------------------------------------------------------- | ----------------------------------------------------------- | ----------------------------------------------------------- |
| Nummer                                                      | 84                                                          | 25                                                          | 36                                                          | 59                                                          | 43                                                          | 27                                                          | 17                                                          | 7                                                           | 14                                                          | 11                                                          | 12                                                          | 6                                                           | 5                                                           | 2                                                           | 2                                                           | 3                                                           | 4                                                           | 2                                                           | 1                                                           | 1                                                           | 1                                                           | 2                                                           | 2                                                           | 3                                                           | 3                                                           | 2                                                           | 2                                                           | 3                                                           | 3                                                           |
| Week                                                        | 30                                                          | 31                                                          | 32                                                          | 33                                                          | 34                                                          | 35                                                          | 36                                                          | 37                                                          | 38                                                          | 39                                                          | 40                                                          | 41                                                          | 42                                                          | 43                                                          | 44                                                          | 45                                                          | 46                                                          | 47                                                          | 48                                                          | 49                                                          | 50                                                          | 51                                                          | 52                                                          | 53                                                          | 54                                                          | 55                                                          | 56                                                          | 57                                                          | 58                                                          |
| Nummer                                                      | 4                                                           | 4                                                           | 4                                                           | 6                                                           | 5                                                           | 5                                                           | 6                                                           | 4                                                           | 4                                                           | 6                                                           | 9                                                           | 10                                                          | 5                                                           | 10                                                          | 13                                                          | 11                                                          | 7                                                           | 9                                                           | 16                                                          | 17                                                          | 15                                                          | 10                                                          | 12                                                          | 12                                                          | 19                                                          | 22                                                          | 32                                                          | 28                                                          | 32                                                          |
| Week                                                        | 59                                                          | 60                                                          | 61                                                          | 62                                                          | 63                                                          | 64                                                          | 65                                                          | 66                                                          | 67                                                          | 68                                                          | 69                                                          | 70                                                          |                                                             | 71                                                          | 72                                                          | 73                                                          | 74                                                          | 75                                                          | 76                                                          | 77                                                          | 78                                                          | 79                                                          | 80                                                          | 81                                                          | 82                                                          | 83                                                          |                                                             |                                                             |                                                             |
| Nummer                                                      | 29                                                          | 35                                                          | 48                                                          | 61                                                          | 15                                                          | 28                                                          | 33                                                          | 27                                                          | 27                                                          | 62                                                          | 80                                                          | 93                                                          | uit                                                         | 70                                                          | 65                                                          | 71                                                          | 85                                                          | 61                                                          | 45                                                          | 55                                                          | 46                                                          | 51                                                          | 43                                                          | 55                                                          | 57                                                          | 56                                                          | uit                                                         |                                                             |                                                             |